# Хирцель-Лангенхан, Анна
Анна Хирцель-Лангенхан (нем. Anna Hirzel-Langenhan; 20 августа 1874, Лахен, кантон Швиц — 15 декабря 1951, Берг, кантон Тургау) — швейцарская пианистка и музыкальный педагог.
Училась в Цюрихской консерватории, затем в Вене у Теодора Лешетицкого и Анны Есиповой. Приобрела известность, главным образом, преподавательской деятельностью (а после 1911 года практически прекратила концертировать). Работала с 1898 года в Мюнхене, с 1926 года — в Лугано, после 1934 года — в Берге. Среди учеников Хирцель-Лангенхан были, в частности, Герман Абендрот, Вернер Эгк, Ханс Лейграф, Эдит Пихт-Аксенфельд. Обобщила свой опыт в методическом пособии «Схватывание и понимание — путь к культуре туше» (нем. Greifen und Begreifen. Ein Weg zur Anschlagskultur), переиздававшемся и после её смерти. Архив Хирцель-Лангенхан хранится в Базельском университете.